# Concerto pour piano no 5 de Hummel
 (juillet 2024).
Si vous disposez d'ouvrages ou d'articles de référence ou si vous connaissez des sites web de qualité traitant du thème abordé ici, merci de compléter l'article en donnant les références utiles à sa vérifiabilité et en les liant à la section « Notes et références ».
Pour les articles homonymes, voir Concerto pour piano (homonymie).
Le Concerto pour piano no 5 en la bémol majeur, opus 113, est un concerto pour piano et orchestre de Johann Nepomuk Hummel composé à Vienne en 1827.
Contrairement à son premier concerto en sol majeur, inspiré du classicisme mozartien, ce concerto est proche de ses deuxième et troisième concertos, bien que dans une tonalité majeur. Digne représentant du style proto-romantique propre à Hummel, il préfigure les développements musicaux futurs et a notamment influencé le compositeur Frédéric Chopin dans ses deux concertos. Il est composé des trois mouvements classiques du concerto : rapide - lent - rapide, avec respectivement un allegro moderato, un larghetto con moto et un allegro moderato.

## Orchestration
Ce concerto demande un ensemble classique étoffé de trompettes, de timbales ainsi que de cors supplémentaires. Il demande le même effectif que pour son concerto no 3 en si mineur. On notera l'absence de partie d'hautbois.
| Instrumentation du concerto pour piano en la bémol majeur            |
| Soliste                                                              |
| 1 piano                                                              |
| Cordes                                                               |
| premiers violons, seconds violons, altos, violoncelles, contrebasses |
| Bois                                                                 |
| 2 flûtes, 2 clarinettes en si, 2 bassons                             |
| Cuivres                                                              |
| 2 cors en la, 2 trompettes                                           |
| Percussions                                                          |
| timbales                                                             |

## Structure
Ce concerto comporte trois mouvements qui suivent la forme classique.
1. Allegro moderato, à , en la bémol majeur
2. Larghetto con moto « Romanze », à 
, en mi majeur
3. Allegro moderato « Rondo alla spagniola », à , en la bémol majeur

Durée de l'interprétation : environ 31 minutes.